# 스타드 라발루아

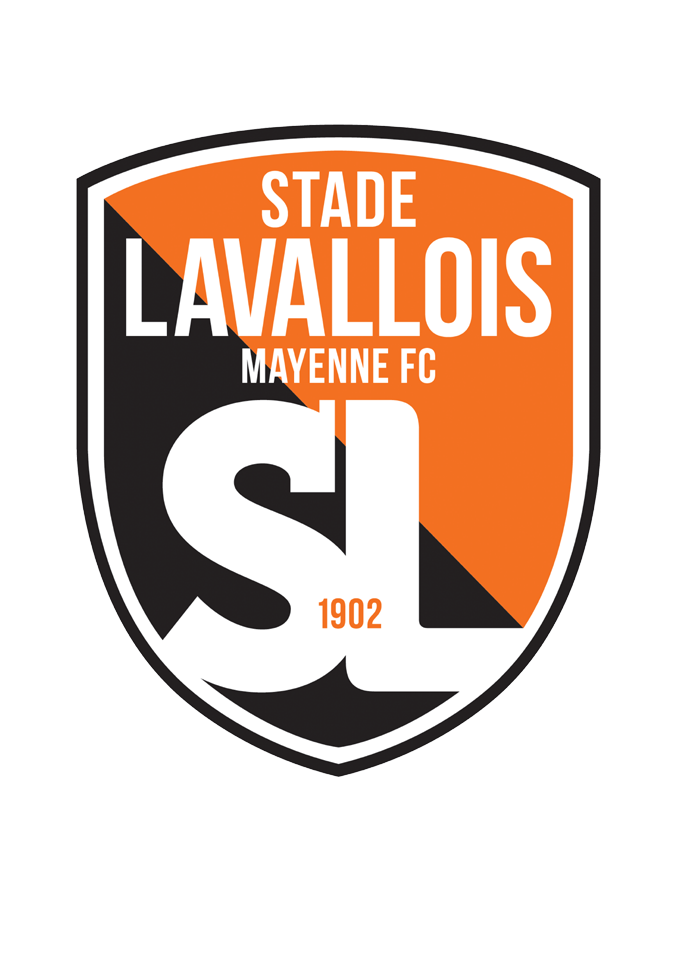

스타드 라발루아(Stade Lavallois Mayenne Football Club, Stade Lavallois)는 1902년 7월 17일에 창단된 프랑스 라발의 축구 클럽으로, 현재 리그 되에서 활동하고 있다.

## 성적
- 쿠프 드 라 리그: 우승 2회 (1982, 1984)
- 샹피오나 드 프랑스 아마퇴르: 준우승 1회 (1965)

## 선수 명단

### 현역
참고: FIFA 자격 규정에 따라 소속된 국가대표팀 국기를 표시합니다. 선수는 복수의 FIFA 비회원국 국적을 가지고 있을 수 있습니다.
| 번호 | 포지션 | 국적   | 이름          |
| ---- | ------ | ------ | ------------- |
| 18   | FW     |        | 말릭 초쿤테   |
| 20   | DF     | 튀니지 | 아민 체르니   |
| 30   | GK     | 말리   | 마마두 사마사 |

| 번호 | 포지션 | 국적 | 이름 |
| ---- | ------ | ---- | ---- |